# Typhlopoidea
I Tiflopoidei (Typhlopoidea Gray, 1845) sono una superfamiglia del sottordine dei serpenti, unica superfamiglia dell'infraordine Scolecophidia.

## Descrizione
Si tratta di serpenti di piccole dimensioni, comunemente denominati "serpenti verme", che hanno una corpo cilindrico-tubolare, ricoperto da piccole ma resistenti squame; la testa è difficilmente distinguibile dal resto del corpo e gli occhi sono vestigiali.
La maggior parte delle specie non supera i 30 cm di lunghezza; un'unica specie, Afrotyphlops schlegelii (Typhlopidae), può raggiungere lunghezze di circa 1 m.

## Biologia
Il raggruppamento comprende specie caratterizzate da abitudini fossorie.
Trascorrono la loro esistenza sottoterra, nutrendosi di formiche, termiti e delle loro larve.
La maggior parte delle specie è ovovivipara, poche sono le specie vivipare.

## Tassonomia
La superfamiglia Typhlopoidea comprende le seguenti famiglie:
- Anomalepididae Taylor, 1939
- Gerrhopilidae Vidal, Wynn, Donnellan and Hedges, 2010
- Leptotyphlopidae Stejneger, 1892
- Typhlopidae Merrem, 1820
- Xenotyphlopidae Vidal, Vences, Branch and Hedges

Alcuni Autori hanno recentemente proposto, sulla base di risultanze di analisi molecolari, di elevare Leptotyphlopidae e Anomalolepidae al rango di superfamiglie a sé stanti (rispettivamente Leptotyphlopoidea e Anomalepidoidea), ma tale impostazione non è universalmente accettata.

## Distribuzione e habitat
Gli scolecofidi sono presenti in tutti continenti esclusa l'Antartide; la maggior parte delle specie si trova nelle aree tropicali dell'emisfero meridionale.
I tiflopidi sono il raggruppamento con l'areale più esteso, essendo presenti nell'area neotropicale, in Africa, Madagascar, Europa sud-orientale, Asia meridionale e Australia. L'unica specie presente in Europa è Xerotyphlops vermicularis (sin.: Typhlops vermicularis), diffuso nella penisola balcanica, nelle isole dell'Egeo, a Cipro e in Turchia.
I leptotiflopidi si estendono dai neotropici all'Africa tropicale, e attraverso la penisola arabica raggiungono l'Asia sud-occidentale.
I gerropilidi sono presenti in India, nel sud-est Asiatico, Indonesia, Filippine e Nuova Guinea.
L'areale degli anomalepididi è ristretto all'America centrale e al Sud America, mentre la famiglia Xenotyphlopidae, rappresentata da un'unica specie, è endemica del Madagascar.

## Evoluzione
La storia evolutiva degli scolecofidi inizia nel supercontinente Gondwana nel Mesozoico, e la loro iniziale diversificazione fu causata dalla separazione, occorsa circa 150 milioni di anni fa, tra Gondwana orientale e occidentale, con anomalepididi e leptotiflopidi che si evolsero nella parte occidentale del supercontinente, da cui si origineranno Sud America e Africa, e tiflopidi, gerropilidi e xenotiflopidi nella parte orientale, nella massa continentale da cui deriveranno India e Madagascar. Successivamente i tiflopidi si diffusero verso l'Africa e l'Eurasia. I tiflopidi sudamericani apparentemente si evolsero, circa 60 milioni di anni fa, da tiflopidi africani a seguito di dispersione trans-oceanica attraverso l'Atlantico, per diffondersi successivamente nei Caraibi circa 33 milioni di anni fa. Similarmente, i tiflopidi raggiunsero l'Australia dal sud-est asiatico o dall'Indonesia circa 28 milioni di anni fa.